# Parc Central del Vallès
El Parc Central del Vallès està situat a cavall dels municipis de Sabadell i Barberà del Vallès. Urbanitzat el 1986, té una superfície d'unes 20 hectàrees.

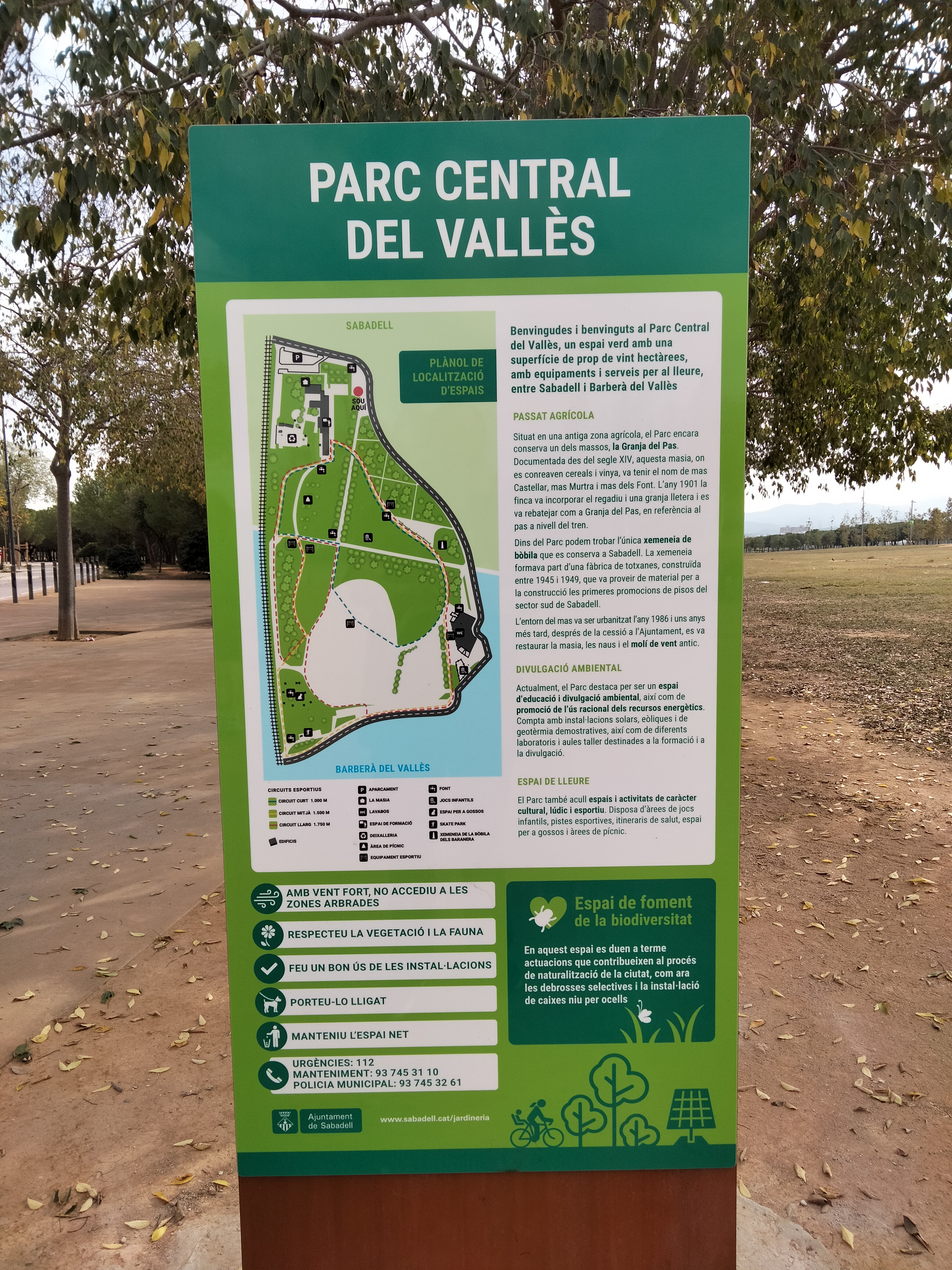
Plafó informatiu i plànol del parc

Dins el parc hi ha la Granja del Pas, avui reconvertida en el Centre de Divulgació Mediambiental (DIMA), un espai que inclou instal·lacions solars, eòliques i de geotèrmia demostratives i diferents laboratoris i aules taller. Des del 2018, al parc hi ha una àrea de jocs infantils, de 1.400 m2, amb quatre espais diferenciats. Del 1986 al 2012 de la gestió se n'encarregava el Consorci del Parc Central del Vallès, format pels ajuntaments dels dos municipis propers.